# Вінчестер
Вінчестер (Winchester) — місто в південній Англії, графство Гемпшир з населенням близько 40 тис. Вінчестер був столицею Англії впродовж X і на початку XI століття. У Вінчестері поховані видатні діячі Середньовіччя Альфред I Великий та Канут Великий.

## Клімат
Місто знаходиться у зоні, котра характеризується морським кліматом. Найтепліший місяць — липень із середньою температурою 17,1 °C (62,8 °F). Найхолодніший місяць — січень, із середньою температурою 4,5 °С (40,1 °F).
| Клімат Вінчестера       | Клімат Вінчестера | Клімат Вінчестера | Клімат Вінчестера | Клімат Вінчестера | Клімат Вінчестера | Клімат Вінчестера | Клімат Вінчестера | Клімат Вінчестера | Клімат Вінчестера | Клімат Вінчестера | Клімат Вінчестера | Клімат Вінчестера | Клімат Вінчестера |
| Показник                | Січ.              | Лют.              | Бер.              | Квіт.             | Трав.             | Черв.             | Лип.              | Серп.             | Вер.              | Жовт.             | Лист.             | Груд.             | Рік               |
| Абсолютний максимум, °C | 15                | 16                | 21                | 24                | 29                | 31                | 32                | 35                | 29                | 25                | 17                | 15                | 35                |
| Середній максимум, °C   | 7,4               | 7,7               | 10,5              | 13,2              | 16,8              | 19,7              | 22,1              | 21,8              | 18,8              | 14,6              | 10,5              | 7,7               | 14,3              |
| Середня температура, °C | 4,5               | 4,5               | 6,8               | 8,8               | 12,1              | 14,9              | 17,1              | 17                | 14,4              | 11                | 7,3               | 4,8               | 10,3              |
| Середній мінімум, °C    | 1,6               | 1,3               | 3                 | 4,3               | 7,4               | 10                | 12,1              | 12,1              | 10                | 7,4               | 4,1               | 1,9               | 6,3               |
| Абсолютний мінімум, °C  | −7                | −9                | −8                | −4                | 0                 | 2                 | 5                 | 5                 | 0                 | −4                | −6                | −8                | −9                |
| Норма опадів, мм        | 70                | 60                | 60                | 50                | 50                | 50                | 50                | 60                | 50                | 90                | 80                | 100               | 820               |
| Днів з опадами          | 20                | 17                | 18                | 17                | 15                | 15                | 15                | 14                | 14                | 18                | 19                | 19                | 201               |
| Днів з дощем            | 8                 | 7                 | 6                 | 6                 | 5                 | 5                 | 6                 | 6                 | 5                 | 8                 | 7                 | 9                 | 85                |
| Днів зі снігом          | 1                 | 2                 | 1                 | 1                 | 0                 | 0                 | 0                 | 0                 | 0                 | 0                 | 0                 | 1                 | 6                 |
| Вологість повітря, %    | 82                | 79                | 75                | 71                | 69                | 70                | 70                | 71                | 74                | 79                | 82                | 83                | 72                |
| ----------------------- | ----------------- | ----------------- | ----------------- | ----------------- | ----------------- | ----------------- | ----------------- | ----------------- | ----------------- | ----------------- | ----------------- | ----------------- | ----------------- |
| Джерело: Weatherbase    |                   |                   |                   |                   |                   |                   |                   |                   |                   |                   |                   |                   |                   |

## Історія
Велике місто часів Римської імперії. Король Альфред Великий в IX ст. оголосив його столицею королівства Вессекс. Вже в ті часи зодчими було розпочато зведення Вінчестерського собору, яке було продовжено норманами, які захопили острів. Кнуд Великий зробив Вінчестер столицею всієї Англії. Аж до XIX століття місцевий ярмарок був одним з найбільших у країні. Вироблення вовни було розвинено у Вінчестері з саксонських часів і століттями було основою міського господарства. Після пожежі в середині XII століття Вінчестер остаточно поступився політичною першістю Лондону.

## Визначні пам'ятки
Вінчестерський собор перевершує всі середньовічні храми Європи за довжиною своєї нави (170 метрів). Цей пам'ятник англійської готики був закладений в 1079 році місцевим єпископом Валькеліном. Крім кількох англійських королів, у північній наві покоїться прах письменниці Джейн Остін. На початку XX ст. стародавній храм став руйнуватися, через те, що його фундаменти поступово занурювалися в ґрунт. Сім років тривало закачування бетону у фундамент собору, завдяки чому він був врятований.
У Вінчестері збереглася середньовічна богадільня Сент-Кросс, зведена в 1136 році. Вінчестерський коледж для хлопчиків був заснований в 1382 році. На околиці старого Вінчестера височіють залишки Вінчестерського замку, Західні ворота (West Gate) з Великою залою (Great Hall), побудованою 1234 року. Саме в його залі, за легендою, за столом короля Артура збиралися лицарі Круглого столу.

## Міста-побратими
- Лан, Франція
- Гіссен, Німеччина
- Вінчестер (Вірджинія, США)

## Видатні уроженці
- Етельвольд Вінчестерський (904/909 — 984) — єпископ вінчестерський з 963 до 984 року, один з очільників чернечого руху оновлення в англосаксонській Англії
- Матильда (королева Англії) — народилася у Вінчестері 7 лютого 1102.
- Артур (принц Уельський) — народився 10 вересня 1486.
- Браєн Фрауд — відомий англійський художник у стилі фентезі. Народився у Вінчестері.
- Герберт Грінфілд (1869—1949) — канадський фермер і політик.
- Джеймс Адамс — гравець у крикет
- Джорджія Бінг (* 1965) — англійська письменниця
- Джулія Дарлінг — поетеса.
- Джордж Фергюсон — архітектор
- Террі Пейн — футболіст.